# Pangio bitaimac
Pangio bitaimac es una especie de pez de la familia Cobitidae en el orden de los Cypriniformes.